# Hong Kong Film Awards
A Hong Kong Film Awards (HKFA; 香港電影金像獎) egy 1982-ben alapított filmes díj, mely a legnagyobb filmes elismerés Hongkongban, és a legelismertebbek között van Kínában és Tajvanon is. A díjátadó ünnepségeket évente, általában áprilisban tartják, szervezője a Hong Kong Film Awards Association. A díjjal a filmkészítés több területén - rendezés, forgatókönyv, színjáték, operatőri munka - végzett munkát jutalmazzák. Ez az elismerés a hongkongiak számára egyenlő az amerikai Oscar- vagy a brit BAFTA-díjjal.
A díj nem összetévesztendő a Hong Kong Film Critics Society Awards díjjal, melynek szervezője a Hong Kong Film Critics Society.

## Általános szabályok
A Hong Kong Film Awards minden olyan hongkongi film számára elérhető, mely egy óránál hosszabb és az előző naptári év során forgalomba került. A filmeknek két vagy három alapfeltételnek kell megfelelniük: a film rendezője hongkongi lakos, a gyártó filmtársaság legalább egyike hongkongi székhelyű és a stáb legalább hat tagja hongkongi lakos legyen. 2002 óta a kategóriák közé került a Legjobb ázsiai film is, melyben már azok a nem hongkongi filmek is részt vehetnek, melyeket forgalomba hoztak Hongkongban.
Minden év januárjában egy első szavazási körben a regisztrált szavazók, valamint száz szakértő meghatározza minden kategória öt jelöltjét. Abban a ritka esetben, ha két jelölt között döntetlen alakul ki, akkor hat jelölt is megengedett egy kategóriában. A jelölteket általában februárban teszik közzé, a nyertesekre pedig ötven szakértő, a HFKA tagjai és tizenhárom szakmai filmes testület tagjai szavaznak.

## Kategóriák
- Legjobb film
- Legjobb rendezés
- Legjobb forgatókönyv
- Legjobb színész
- Legjobb színésznő
- Legjobb férfi mellékszereplő
- Legjobb női mellékszereplő
- Legjobb új előadó
- Legjobb operatőr
- Legjobb vágás
- Legjobb művészeti rendezés
- Legjobb jelmez, smink
- Legjobb akciójelenet koreográfia
- Legjobb filmzene
- Legjobb betétdal
- Legjobb hang
- Legjobb vizuális hatás
- Legjobb ázsiai film
- Legjobb új rendező

## Fordítás
- Ez a szócikk részben vagy egészben  a   Hong Kong Film Award című angol Wikipédia-szócikk fordításán alapul.  Az eredeti cikk szerkesztőit annak laptörténete sorolja fel. Ez a jelzés csupán a megfogalmazás eredetét és a szerzői jogokat jelzi, nem szolgál a cikkben szereplő információk forrásmegjelöléseként.